# Burna-Buriash II

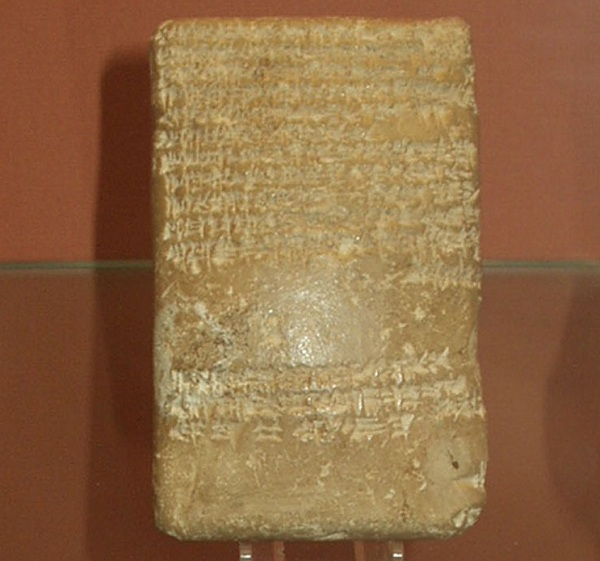
Tavoletta di Burna-Buriash II al British Museum in cui si cita il faraone Ni-ip-ḫu-ur-ri-ia

Burna-Buriash II (fl. XIV secolo a.C.) è stato un sovrano babilonese.
Regnò dal 1359 al 1333 a.C.

## Biografia
Fu un sovrano della dinastia cassita. Contemporaneo del faraone Akhenaton, che sposò una delle sue figlie, gli scrisse diverse lettere (su tavolette di argilla) ritrovate ad Amarna in Egitto (vedi Lettere di Amarna). Si apprende che tentò di evitare che il faraone d'Egitto riconoscesse il re d'Assiria, Assur-uballit I, come un suo pari, i «gran re» che dominavano al tempo la scena internazionale di cui facevano parte il re di Babilonia e Akhenaton. In realtà, Burna-Buriash tentò di affermare la sua supremazia sull'Assiria ma non ci riuscì e decise poi di ottenere in nuora Muballitat-Sherua, la figlia del re assiro, riconoscendolo così come suo pari. A Babilonia, come a Nippur e a Sippar, Burna-Buriash si fece promotore di attività di restauro di templi.

## Diplomazia estera

### Relazione con Mitanni
Quando il principe Shattiwazza di Mittani, figlio di Tushratta, fu cacciato dall'usurpatore Artatama, fuggì verso sud con 200 carri sotto la guida del generale Aki-Teššup. Burna-buriaš, tuttavia, si rifiutò di sostenerlo.

### Relazioni con l'Egitto
Burna-buriash II fu un contemporaneo dei faraoni egizi Akhenaton e Tutankhamon. Dalle lettere di Amarna si può dedurre che le relazioni tra i due Stati erano inizialmente amichevoli. Amenofi III era sposato con una sorella di Kadashman-Enlil. Burna-buriash II, tuttavia, si lamentò dell'avarizia del faraone Ni-ip-ḫu-ur-ri-ia e del cattivo trattamento dei messaggeri. Fu concordato che Burna-buriash inviasse sua sorella in Egitto per sposare il faraone. In un'altra lettera, Burna-buriash si lamenta del fatto che solo cinque carri erano venuti dall'Egitto a prendere la principessa, il che era al di sotto della sua dignità e del suo status. Tuttavia, il matrimonio probabilmente ebbe luogo ed entrambi i re si scambiarono dei doni. Le relazioni con l'Egitto si raffreddarono notevolmente quando Tutankhamon e il re assiro Assur-uballit si scambiarono gli inviati. Burna-buriash cercò di impedire i contatti diplomatici tra Aššur e l'Egitto. In una lettera a Tutankhamon (EA 9), si riferisce agli Assiri come a suoi sudditi (dāgil pāni) ed esorta il re a rimandare indietro a mani vuote i loro inviati, che avevano solo scopi di lucro. Si riferisce alla lunga amicizia tra Babilonia ed Egitto. Così, il suo antenato Kurigalzu I si era rifiutato di sostenere i Cananei ribelli contro "suo fratello", il re d'Egitto. L'Assiria divenne sempre più importante in questo periodo e probabilmente divenne anche una minaccia per Babilonia, sebbene i Babilonesi inizialmente considerassero ancora questo impero come parte del loro. Dopo la ribellione contro Kara-Hardash, nipote di Assur-uballit I e figlio di Burna-buriash II, gli Assiri riuscirono addirittura a porre sul trono babilonese un proprio re, Kurigalzu II. Dopo la morte di Assur-uballit, tuttavia, si rivoltò contro Assur.
Oltre alle lettere di Burna-buriash ad Amenofi III, Amenofi IV e Tutankhamon, esiste anche una lettera (EA 12) indirizzata da una principessa (ma-rat šarri) al suo signore (mbé-lí-ia) in cui vengono menzionati gli dei di Burna-buriash.

### Altre relazioni internazionali
Da un documento neobabilonese oggi conservato al Pergamonmuseum apprendiamo che un'altra figlia di Burna-buriash II era sposata con il sovrano elamita Untash-Napirisha. Untash-Napirisha consacrò una statua del dio Immirija per il suocero. È stato trovato a Choga Zanbil. Questo matrimonio continua una tradizione che potrebbe essere stata iniziata da Kurigalzu I, la cui figlia maggiore aveva sposato il sovrano elamita Paḫir-Issan.
Due testi provenienti da Nippur rivelano che un certo Ili-ippashra era il governatore cassita a Dilmun. Inviò queste lettere a Illilija o Enlil-kidinni, il governatore di Nippur sotto Burna-buriash II e Kuri-galzu II. Un sigillo conservato al British Museum apparteneva a Uballissu-Marduk, pronipote di Usiananuri sakkanakku di Dilmun e attesta il dominio cassita sull'isola, ma non può essere datato con maggiore precisione.

## Costruzioni
Secondo un'iscrizione sumerica in mattoni proveniente da Larsa, Burna-buriaš restaurò l'Ebabbar di Šamaš. Un'altra iscrizione frammentaria in mattoni proviene da Nippur e menziona Enlil, riferendosi quindi probabilmente ai lavori di costruzione del tempio di E.KUR. Le iscrizioni nabonidi menzionano i lavori di costruzione del temenos di Ebabbar a Sippar da parte di Burna-buriash.
Un'iscrizione edilizia a Qalʿat al-Bahrain (Dilmun) può essere attribuita a Burna-buriash II e attesta la sua attività edilizia in quel luogo.